# Allgemeine Profitrate
Die Allgemeine Profitrate bildet sich nach der Theorie von Karl Marx in der Konkurrenz der Kapitale um die profitabelste Anlagesphäre heraus.
Bei der Erklärung der Profitrate ergibt sich das folgende theoretische Problem: Wenn die Profitrate eines Kapitals abhängig ist von seiner organischen Zusammensetzung, dann müssen verschiedene Kapitale verschiedene Profitraten aufweisen – denn die Zusammensetzung konstantes Kapital c/variables Kapital v der Kapitale in den verschiedenen Produktionszweigen ist unterschiedlich.
Andererseits kann aber genau das nicht sein, denn es unterliegt „keinem Zweifel, dass in der Wirklichkeit, von unwesentlichen, zufälligen und sich ausgleichenden Unterschieden abgesehen, die Verschiedenheit der durchschnittlichen Profitraten für die verschiedenen Industriezweige nicht existiert und nicht existieren könnte, ohne das ganze System der kapitalistischen Produktion aufzuheben.“ Es wäre schließlich mit der zuvor entwickelten Kategorie des Profits völlig unvereinbar, wenn dieser sich nun doch nicht auf das vorgeschossene Kapital beziehen würde, sondern er von der organischen Zusammensetzung abhängen würde und sich also doch wieder, wie der Mehrwert, auf das variable Kapital beziehen würde.
Dieser Widerspruch ist offensichtlich nicht lösbar, wenn man annimmt, dass die Waren im Durchschnitt zu ihren Werten gemäß Arbeitswertlehre verkauft werden.
Wenn Kapitale unterschiedliche organischer Zusammensetzung die gleiche Profitrate produzieren sollen, müssen sie ihre Waren zu Preisen verkaufen, die sich von den Werten der Waren unterscheiden, und zwar nicht zufällig, im Sinne der üblichen Oszillation der Marktpreise, sondern systematisch – gleichzeitig muss aber auch richtig bleiben, dass die Waren zu ihren Werten verkauft werden.
Um diesen Widerspruch zu lösen, betrachtet Marx die in unterschiedlichen Produktionssphären angelegten Kapitale als Abteilungen eines einzigen Kapitals. Das ist nicht notwendigerweise eine willkürliche Betrachtungsweise, denn auch ein einzelnes Kapital, z. B. eine Baumwollfabrik, besteht aus verschiedenen Abteilungen, wo ja in den verschiedenen Abteilungen, im Kardierraum, Vorspinnraum usw. unterschiedliche Verhältnisse von variablem und konstantem Kapital herrschen, und wo also das Kapital der Fabrik gleichfalls nur die Summe der Abteilungen ist, bzw. seine organische Zusammensetzung auch nichts weiter ist, als die durchschnittliche Zusammensetzung des Kapitals der Abteilungen.
Betrachten wir zunächst fünf verschiedene Produktionssphären mit unterschiedlicher organischer Zusammensetzung des Kapitals, unter den vereinfachenden Annahmen einer Umschlagszeit des fixen Kapitals = 1 Jahr und einer jährlichen Mehrwertrate von 100 %, die bei allen Kapitalen gleich sein soll. D. h., Kapital und Kostpreis sind im folgenden Beispiel identisch:
| Kapitale       | Mehrwertsrate | Mehrwert | Produktwert | Profitrate |
| -------------- | ------------- | -------- | ----------- | ---------- |
| I. 80c + 20v   | 100 %         | 20       | 120         | 20 %       |
| II. 70c + 30v  | 100 %         | 30       | 130         | 30 %       |
| III. 60c + 40v | 100 %         | 40       | 140         | 40 %       |
| IV. 85c + 15v  | 100 %         | 15       | 115         | 15 %       |
| V. 95c + 5v    | 100 %         | 5        | 105         | 5 %        |

Das Rechenexempel ist einfach. Alle fünf Kapitale zusammengenommen haben eine durchschnittliche Zusammensetzung des Kapitals von 78c + 22v und eine durchschnittliche Profitrate von 22 %.
Damit aus dieser Durchschnittsprofitrate eine allgemeine Profitrate wird, muss jedes Kapital sein Produkt nicht zu dessen jeweiligem Wert verkaufen, sondern zu einem Durchschnittspreis von 122. Damit ist der Ausgangswiderspruch gelöst: Die Preise der Waren weichen systematisch von ihren Werten ab, sind aber für die Summe der Einzelkapitale nach wie vor identisch.
In der Realität sind allerdings Kostpreis und Kapital nicht, wie in diesem Beispiel, identisch, sondern die Umschlagszeiten des fixen Kapitals variieren und der Anteil des zirkulierenden Kapitals am Gesamtkapital ebenfalls. Nur ein Teil des konstanten Kapitals wird daher gewöhnlich in den Kostpreis eingehen.
Die Preise, die hier zunächst rechnerisch konstruiert werden, indem einfach ein Durchschnitt der unterschiedlichen Profitraten gezogen wird, und die sich daraus ergebende Profitmasse auf den Kostpreis der Waren aufgeschlagen wird, heißen Produktionspreise. Diese Preise sind allerdings mehr als ein Rechenexempel, denn die allgemeine Profitrate, die sie voraussetzen, ist nicht einfach nur ein gedachter Durchschnitt der Profitraten in den unterschiedlichen Produktionssphären, sondern ein wirkliches Resultat der Konkurrenz der Kapitale. Diese Konkurrenz bewirkt, dass sich die Kapitalisten der einzelnen Sphären – in Bezug auf die Verteilung des von ihnen allen produzierten Gesamtprofits – tatsächlich verhalten wie ein „Gesamtkapital der Gesellschaft“ oder als „bloße Aktionäre einer Aktiengesellschaft, worin die Anteile am Profit gleichmäßig pro 100 verteilt werden“.
Daraus ergeben sich zwei unterschiedliche Bestimmungsgründe für die zwei unterschiedlichen Bestandteile des Produktionspreises, Kostpreis und Profit. Der Kostpreis ist spezifisch für das jeweilige Kapital, er hängt ab von seiner je individuellen Auslage in c und v. Der zweite Bestandteil des Produktionspreises, der Profit, hängt nicht davon ab, wie die jeweiligen Waren vom jeweiligen Kapitalisten produziert werden, sondern ausschließlich davon, inwiefern er über seinen Kapitalvorschuss anteilsmäßig am gesellschaftlichen Gesamtkapital beteiligt ist. Insofern ist also der Produktionspreis, nicht für die individuelle Ware, wohl aber für die Summe der Produktionspreise der produzierten Waren gleich der Summe ihrer Werte.
Die Herausbildung einer allgemeinen Profitrate führt dazu, dass der Ursprung des Profits aus der Ausbeutung der Lohnarbeiter noch weiter mystifiziert wird, als dies schon die bloße Kategorie des Profits selber tut. Im Profit war die Identität dieses Überschusses mit dem Mehrwert bloß qualitativ ausgelöscht, indem der Überschuss nicht mehr auf seine Quelle, also v, sondern aufs gesamte Kapital bezogen wurde. Aber quantitativ handelte es sich noch um das Gleiche, war p = m. Die Profitrate konnte daher als eine bloß andere Berechnungsweise der gleichen Sache erscheinen. Mit der Kategorie der allgemeinen Profitrate ist auch dieser letzte Hinweis des Profits auf seinen Ursprung verschwunden. Auch mengenmäßig scheint der Profit nun nichts mehr mit seiner Quelle, der unbezahlten Mehrarbeit, zu tun zu haben: Mit der Wertbildung im individuellen Produktionsprozess des jeweiligen Kapitalisten hat der Profit nichts mehr zu tun, er ist äußerlich dagegen festgesetzt.
Für Georg Lukács ist die Herausbildung einer allgemeinen Profitrate Voraussetzung und Ursache für das Gesetz des tendenziellen Falls der Profitrate.

## Kritik
Emmanuel Farjoun und Moshe Machover bezweifeln, dass sich in Wirklichkeit eine einheitliche Profitrate der Branchen herausbildet, tatsächlich würden Arbeitswerte in ihrer ursprünglichen Form die Preise bestimmen.